# Бетанија (Северна Каролина)
Бетанија (енгл. Bethania) град је у америчкој савезној држави Северна Каролина.

## Демографија
По попису из 2010. године број становника је 328, што је 26 (-7,3%) становника мање него 2000. године.
| Група             | 2000.       | 2010.       |
| Белци             | 281 (79,4%) | 282 (86,0%) |
| Афроамериканци    | 56 (15,8%)  | 27 (8,2%)   |
| Азијати           | 1 (0,3%)    | 0 (0,0%)    |
| Хиспаноамериканци | 9 (2,5%)    | 11 (3,4%)   |
| Укупно            | 354         | 328         |